# Filmways
Filmways (également connu sous le nom de Filmways Pictures ou Filmways Television) est une société américaine de production télévisuelle et cinématographique fondée par Martin Ransohoff en 1958.

## Histoire
La société est créée par en 1958 par Martin Ransohoff. En 1966, la société acquiert Heatter-Quigley Productions. En 1969, elle achète Sonoma Raceway, en Californie. En 1972, Ransohoff délaisse Filmways, alors qu'il en est président.
En 1974, elle acquiert l'éditeur Grosset et Dunlap. En mai 1975, elle obtient la firme de syndication télévisuelle Rhodes Production. En 1978, Ruby-Spears Productions, qui a été lancé un an plus tôt, est rattaché à Filmways. En 1979, Filmways achète American International Pictures, à la suite de la retraite d'un de ses fondateurs.
Filmways perd près de 20 000 000 $ en 1981. Ces problèmes viennent notamment de l'échec commercial du film Blow Out de Brian De Palma. Alors qu'il devait avoir un petit budget, il est fait pour 18 millions de dollars à la suite de l'arrivée de John Travolta sur le projet. La fin du film, extrêmement triste, laisse augurer aux producteurs que le film sera un échec commercial, mais De Palma ayant le final cut, ils ne peuvent obtenir qu'il la modifie.
Ces problèmes financiers obligent la direction a abandonner le financement du projet du film Blade Runner. Cependant, elle sort partiellement de la faillite en vendant quelques-unes de ses possessions : en 1981, Ruby-Spears Productions est revendue à Taft Broadcasting, le propriétaire de Rhodes Production avant 1975, et le Sonoma Raceway est vendu à Speedway Motorsports. Et en 1982, Grosset et Dunlap est vendu à G. P. Putnam's Sons.
En 1982, Filmways est acquise par Orion Pictures. Un mois après, Orion renvoie plus de 80 employés de Filmways et recrute 40 de ses propres employés, dont 15 cadres. En juin 1982, la société disparaît, absorbée par son propriétaire.

## Filmographie
- 1963 : The Wheeler Dealers d'Arthur Hiller
- 1964 : Topkapi de Jules Dassin
- 1964 : Les Jeux de l'amour et de la guerre d'Arthur Hiller
- 1965 : Le Chevalier des sables de Vincente Minnelli
- 1965 : Le Cher Disparu de Tony Richardson
- 1965 : Le Kid de Cincinnati de Norman Jewison
- 1966 : Le Mystère des treize de J. Lee Thompson
- 1967 : Comment réussir en amour sans se fatiguer d'Alexander Mackendrick
- 1967 : Too Many Thieves d'Abner Biberman
- 1967 : Le Bal des vampires de Roman Polanski
- 1968 : Le Songe d'une nuit d'été de Peter Hall
- 1968 : Destination Zebra, station polaire de John Sturges
- 1968 : A Journey to Jerusalem de David Maysles
- 1969 : The Racing Scene (en) de James Garner
- 1969 : Un château en enfer de Sydney Pollack
- 1969 : Hamlet de Tony Richardson
- 1970 : La Guerre des bootleggers de Richard Quine
- 1971 : King Lear de Peter Brooks
- 1971 : What's the Matter with Helen? (1971)... Production Company
- 1971 : Amateur's Guide to Love (téléfilm) de Gordon Wiles
- 1971 : Terreur aveugle de Richard Fleischer
- 1972 : Les Poulets de Richard Colla
- 1973 : Sauvez le tigre de John G. Avildsen
- 1973 : Daddy's Girl (téléfilm) d'Alan Rafkin
- 1974 : The White Dawn de Philip Kaufman
- 1976 : Un jour, une vie de Larry Peerce
- 1976 : Les 21 heures de Munich (téléfilm américain sorti en salles en Europe) de William A. Graham
- 1976 : Un tueur dans la foule de Larry Peerce
- 1977 : Big Hawaii (en) (série télévisée)
- 1978 : The Other Side of the Mountain Part 2 (en) de Larry Peerce
- 1980 : Australia Kid de Peter Collinson
- 1980 : Pulsions de Brian De Palma
- 1981 : Berlin Tunnel 21 (téléfilm) de Richard Michaels
- 1981 : Blow Out de Brian De Palma
- 1981 : Cagney et Lacey (série télévisée)
- 1981 : Full Moon High de Larry Cohen
- 1981 : Georgia d'Arthur Penn
- 1982 : Amours de vacances de Randal Kleiser